# シアノコバラミンレダクターゼ (シアニド除去)
シアノコバラミンレダクターゼ (シアニド除去)（cyanocobalamin reductase (cyanide-eliminating)）は、ポルフィリンおよびクロロフィル代謝酵素の一つで、次の化学反応を触媒する酸化還元酵素である。
コバラミン(I) + シアニド + NADP+ {\displaystyle \rightleftharpoons } シアノコバラミン(III) + NADPH + H+
この酵素の基質はコバラミン(I)、シアニドとNADP+で、生成物はシアノコバラミン(III)、NADPHとH+である。補因子としてFADを用いる。
この酵素は酸化還元酵素に属し、NAD+またはNADP+を受容体として金属イオンを特異的に酸化する。組織名はcob(I)alamin, cyanide:NADP+ oxidoreductaseで、別名にcyanocobalamin reductase、cyanocobalamin reductase (NADPH, cyanide-eliminating)、cyanocobalamin reductase (NADPH; CN-eliminating)、NADPH:cyanocob(III)alamin oxidoreductase (cyanide-eliminating)がある。